# Podium tau
Podium tau är en biart som först beskrevs av Dalla Torre 1897.  Podium tau ingår i släktet Podium och familjen grävsteklar. Inga underarter finns listade i Catalogue of Life.